# Reserva parque nacional Gulf Islands
La Reserva Parque Nacional Gulf Islands o Islas del Golfo (en inglés, Gulf Islands National Park Reserve) es el cuadragésimo parque nacional de Canadá. Está situado en la Columbia Británica. Abarca treinta y tres kilómetros cuadrados y tiene más de dieciséis islas. También incluye numerosos islotes y áreas de arrecifes.

## Áreas incluidas en el parque
- Mayne Island
- Beaumont/Mount Norman
- Blunden Islet
- Brackman Island
- Cabbage Island
- Channel Islands
- D'Arcy Island
- Georgeson Island
- Greenburn Lake
- The Islets
- James Bay and Selby Cove
- Loretta's Wood
- Lyall Creek
- McDonald Park Campground
- Mount Warburton Pike
- Narvaez Bay Day Use Area
- The Outer Islands
- Portlock Point
- Portland Island
- Prior Centennial Campground
- Roesland/Roe Lake
- Rum Island
- Russell Island
- Sidney Spit
- Taylor Point Day Use Area
- Tumbo Island Day Use Area
- Winter Cove Day Use Area